# William Walker (ciclista)
William Walker (Subiaco, Australia Occidental, 31 de octubre de 1985) es un ciclista profesional australiano que pertenecía al equipo Fuji-Servetto.

## Trayectoria
Debutó como profesional el año 2005 con el equipo Rabobank Continental. En 2009 anunció su retirada debido a problemas cardíacos incompatibles con la práctica del ciclismo de élite. En 2012 corrió en el equipo continental de su país, el Drapac Cycling, junto con su hermano Johnnie Walker donde estuvo dos temporadas. 
En 2014 firmó por el Synergy Baku Cycling Project pero en los campeonatos nacionales volvió a sufrir problemas cardíacos donde se tuvo que retirar y ser trasladado a un hospital. De esta manera, tras solo un mes en competición con su nuevo equipo, se confirmaba su retirada del ciclismo.

## Palmarés
2004
- 1 etapa del Herald Sun Tour

2005
- 1 etapa del Circuito Montañés
- 2.º en el Campeonato Mundial en Ruta sub-23

2012
- 1 etapa del Tour de Tasmania

## Resultados en Grandes Vueltas y Campeonatos del Mundo
| Carrera         | Carrera         | 2005 | 2006  | 2007 | 2008 | 2009 | ... | 2012 | 2013 |
| --------------- | --------------- | ---- | ----- | ---- | ---- | ---- | --- | ---- | ---- |
|                 | Giro de Italia  | —    | —     | 57.º | —    | —    | —   | —    | —    |
|                 | Tour de Francia | —    | —     | —    | —    | —    | —   | —    | —    |
|                 | Vuelta a España | —    | 112.º | —    | —    | —    | —   | —    | —    |
| Mundial en Ruta | Mundial en Ruta | —    | —     | Ab.  | Ab.  | —    | —   | —    | —    |

―: no participa
Ab.: abandono

## Equipos
- Rabobank Continental (2005-2006)[2]
- Rabobank (2006[3] -2008)
- Fuji-Servetto (2009)[4]
- Drapac Cycling (2012[5] - 2013)
- Synergy Baku Cycling Project (2014)